# Chân Sơn
Chân Sơn là một xã thuộc huyện Yên Sơn, tỉnh Tuyên Quang, Việt Nam.
Xã Chân Sơn có diện tích 27,49 km², dân số năm 1999 là 3.600 người, mật độ dân số đạt 131 người/km².